# Jat (bohyně)
| i | A | t | mwt |

| i | A | t | mwt |

Jat byla staroegyptská méně známá bohyně mléka a porodu.
Její jméno (jɜt) se podobá egyptskému slovu pro mléko (jɜtt). To málo, co známe o této bohyni, je založeno na Textech pyramid.